# Геймификация
Геймификация (англ. gamification) — применение в прикладном программном обеспечении и веб-сайтах техник и подходов, характерных для компьютерных игр с целью привлечения пользователей и потребителей, повышения их вовлечённости в решение деловых задач, использование продуктов, услуг.
Геймификация является одной из основных тенденций в развитии современного дистанционного электронного образования. В начале 2010-х годов считалась одним из ключевых трендов в информационных технологиях для организаций в целом.

## Характеристики
Основной принцип геймификации — обеспечение получения постоянной, измеримой обратной связи от пользователя, обеспечивающей возможность динамичной корректировки пользовательского поведения и, как следствие, быстрое освоение всех функциональных возможностей приложения и поэтапное погружение пользователя в более тонкие моменты. Ещё одним методом геймификации является создание легенды, истории, снабжённой драматическими приёмами, которая сопровождает процесс использования приложения. Это способствует созданию у пользователей ощущения сопричастности, вклада в общее дело, интереса к достижению каких-либо вымышленных целей. Кроме того, при геймификации применяется поэтапное изменение и усложнение целей и задач по мере приобретения пользователями новых навыков и компетенций, что обеспечивает развитие эксплуатационных результатов при сохранении пользовательской вовлечённости.
Основные аспекты геймификации:
- динамика — использование сценариев, требующих внимания пользователя и реакции в реальном времени;
- механика — использование сценарных элементов, характерных для геймплея, таких как виртуальные награды, статусы, очки, виртуальные товары;
- эстетика — создание общего игрового впечатления, способствующего эмоциональной вовлечённости;
- социальное взаимодействие — широкий спектр техник, обеспечивающих межпользовательское взаимодействие, характерное для игр.

Термины, используемые в игрофицированном программном обеспечении:
- игроки (англ. players) — потребители и потенциальные потребители;
- действия (англ. actions) — реакции, которые нужны от пользователя;
- уровни мастерства (англ. levels) — стратификация пользователей по уровням достижения результатов (например, обычный игрок или потребитель может дойти до уровня лидера среди других игроков);
- мотивация — создание побуждений к действиям, реакциям.

Среди игровых компонентов, применяемых при геймификации: подсчёт очков, уровни сложности и мастерства, достижения, рейтинговые таблицы, индикаторы выполнения, виртуальные валюты, соревнования между участниками, награды.

## Применение

### Военное дело
Элементы игровой психологии применяются при снабжении фронтовых частей украинской армии дронами новых образцов. По сообщению министра цифровой трансформации Украины Михаила Фёдорова, первыми получают дроны новых образцов части, имеющие лучшие показатели результативности дронов в боевых условиях.